# Out of the Silent Planet
Az Out of the Silent Planet az Iron Maiden brit heavy metal együttes 2000-es Brave New World albumának kislemezen kiadott második dala. Az eredetileg majd' hat és fél perces számnak egy szerkesztett, négy percesre rövidített változata került kiadásra. A kislemez a brit slágerlistán a 20. helyet szerezte meg.

## Története
A kislemez 2000. október 23-án jelent meg, amikor az Iron Maiden éppen Japánban koncertezett a Brave New World album világ körüli lemezbemutató turnéjával. Az Out of the Silent Planet dalhoz készített videóklipet a turné korábbi állomásain forgatott koncertfelvételekből állították össze. A dal címe utalás C.S. Lewis azonos című (magyarul A csendes bolygó címmel megjelent) 1938-as tudományos-fantasztikus regényére, bár a dalszöveg nem kapcsolódik a regény témájához. Annál inkább az 1956-ban bemutatott amerikai sci-fi, a Tiltott bolygó (Forbidden Planet) mozifilmhez, amely a 23. században játszódik egy távoli bolygón, ahol egy technológiailag fejlett, de hirtelen eltűnt civilizáció nyomait kutatják.
Az Out of the Silent Planet kislemez három hétig szerepelt a brit slágerlistán, és mindössze a 20. helyet érte el. Legjobban Portugáliában szerepelt, ott az 5. helyig jutott. Ahogy az albumról kiadott első kislemeznél, így itt is a címadó dal mellett az 1999-es Ed Hunter turné során rögzített koncertfelvételek hallhatóak. A CD-változatra és a 12"-es limitált hanglemezre két dal, a Wasted Years és az Aces High került fel, míg a 7"-es kislemez B-oldalára egyedül az Aces High. A multimédiás CD-n a címadó dal videoklipje is lejátszható.
A kislemez standard és limitált kiadásai eltérő lemezborítóval jelentek meg. A standard kiadáson ugyanaz az égből kirajzolódó Eddie-arc látható, ami a Brave New World nagylemez grafikáján is, de itt már nem csak Londont, de az egész bolygót fenyegeti. Ezzel szemben a limitált kiadások egy klasszikus hangulatú Iron Maiden-borítót kaptak, melyen a feldühödött Eddie éppen sajtótájékoztatót tart.

## Számlista
7" kislemez
1. Out of the Silent Planet (edited version) (Janick Gers, Steve Harris, Bruce Dickinson) – 4:10
2. Aces High (live, Ed Hunter Tour, 1999) (Harris) – 5:25

12" kislemez
1. Out of the Silent Planet (edited version) (Gers, Harris, Dickinson) – 4:10
2. Wasted Years (live, Ed Hunter Tour, 1999) (Adrian Smith) – 5:07
3. Aces High (live, Ed Hunter Tour, 1999) (Harris) – 5:25

CD Maxi-Single
1. Out of the Silent Planet (edited version) (Gers, Harris, Dickinson) – 4:10
2. Wasted Years (live, Ed Hunter Tour, 1999) (Smith) – 5:07
3. Aces High (live, Ed Hunter Tour, 1999) (Harris) – 5:25

- Video: Out of the Silent Planet

## Közreműködők
- Bruce Dickinson – ének
- Dave Murray – gitár
- Adrian Smith – gitár
- Janick Gers – gitár
- Steve Harris – basszusgitár
- Nicko McBrain – dobok

## Slágerlistás helyezések
| Slágerlista (2000)                       | Legjobb helyezés |
| ---------------------------------------- | ---------------- |
| Finnország (Singlet Top 20)              | 13               |
| Franciaország (Single Top 100)           | 72               |
| Németország (Media Control Charts)       | 66               |
| Olaszország (FIMI)                       | 10               |
| Hollandia (Single Top 100)               | 87               |
| Portugália (AFP)                         | 5                |
| Spanyolország (PROMUSICAE)               | 16               |
| Svédország (Sverigetopplistan)           | 35               |
| UK Singles (The Official Charts Company) | 20               |